# 大沢謙二

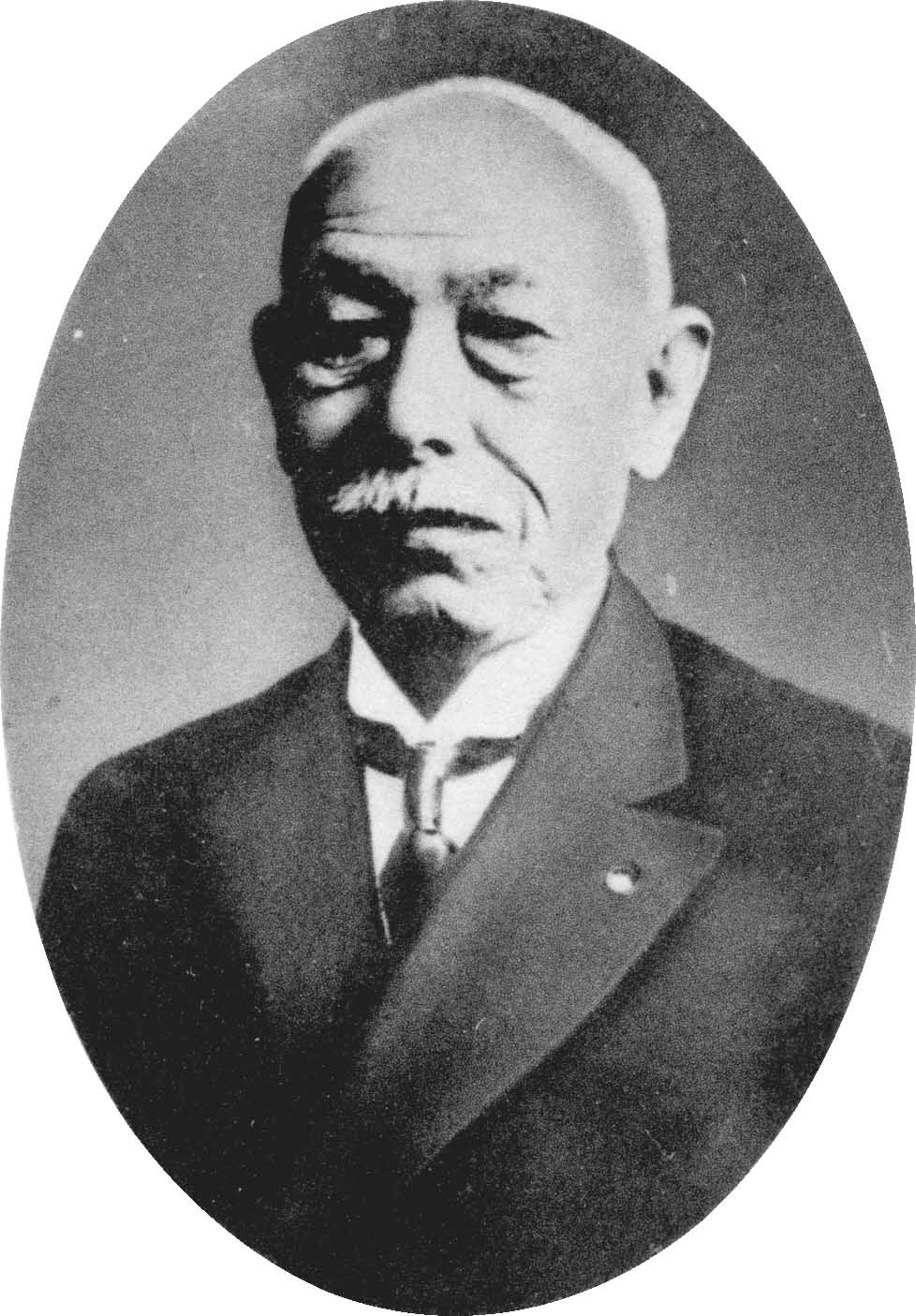
大沢謙二

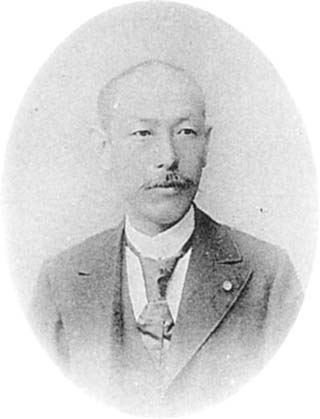
大沢謙二

大沢 謙二（おおさわ けんじ、嘉永5年7月3日〈1852年8月17日〉 - 昭和2年〈1927年〉1月10日）は、日本の医師。貴族院勅選議員。医学博士。

## 経歴
三河国宝飯郡当古村（現在の愛知県豊川市当古町）に神職・大林美濃の四男として生まれ、三河吉田藩の侍医・大沢玄竜の養子となった。東京の医学所で医学を学んだ後、1870年（明治3年）にドイツ留学を命じられ、ベルリン大学で学んだ。帰国後、東京医学校教授に就任したが、1878年（明治11年）に辞職して、自費で再びドイツに留学し、シュトラスブルク大学で医学博士の称号を得た。
1882年（明治15年）に帰国後、東京大学医学部教授となり、1886年（明治19年）には東京帝国大学医科大学教頭に就任した。1888年（明治21年）、帝国大学より医学博士の称号を受けた。1890年（明治23年）11月11日、医科大学長を兼任し、1891年（明治24年）12月22日、貴族院議員に勅選された。1915年（大正4年）に退職し、名誉教授となった。

## 家族
- 実父・大林三郎
- 養父・大沢玄龍
- 養子・大沢岳太郎（1863年生） - 実父は大橋見龍。妻はドイツ人のユリヤ・マイエル。
- 長女・ひさ（1884年生） - 広田精一の妻
- 二女・小松（1888年生） - 法学博士粟津清亮の妻
- 二男・慶二（1892年生）
- 四女・鶴（1895年生） - 松永安彦長男安衛の前妻
- 三男・三千三（1898年生）

## 栄典
位階
- 1907年（明治40年）5月20日 - 従三位[7]
- 1915年（大正4年）2月20日 - 正三位[8]

勲章
- 1897年（明治30年）12月28日 - 勲三等瑞宝章[9]
- 1914年（大正3年）12月23日 - 勲一等瑞宝章[10]

## 著書
- 『社会的衛生 体質改良論』開成館、1904年。
- 『生理学上より見たる婦人の本分』大倉書店、1908年。
- 『通俗結婚新説』大倉書店、1909年。
- 『通俗酒害新説』銀座会館、1910年。
- 『冷水浴と冷水摩擦』文星堂、1911年。
- 『日本衛生文庫：第1-6集』教育新潮研究会、1917-1918年。三宅秀と共編